# Historia de Arica

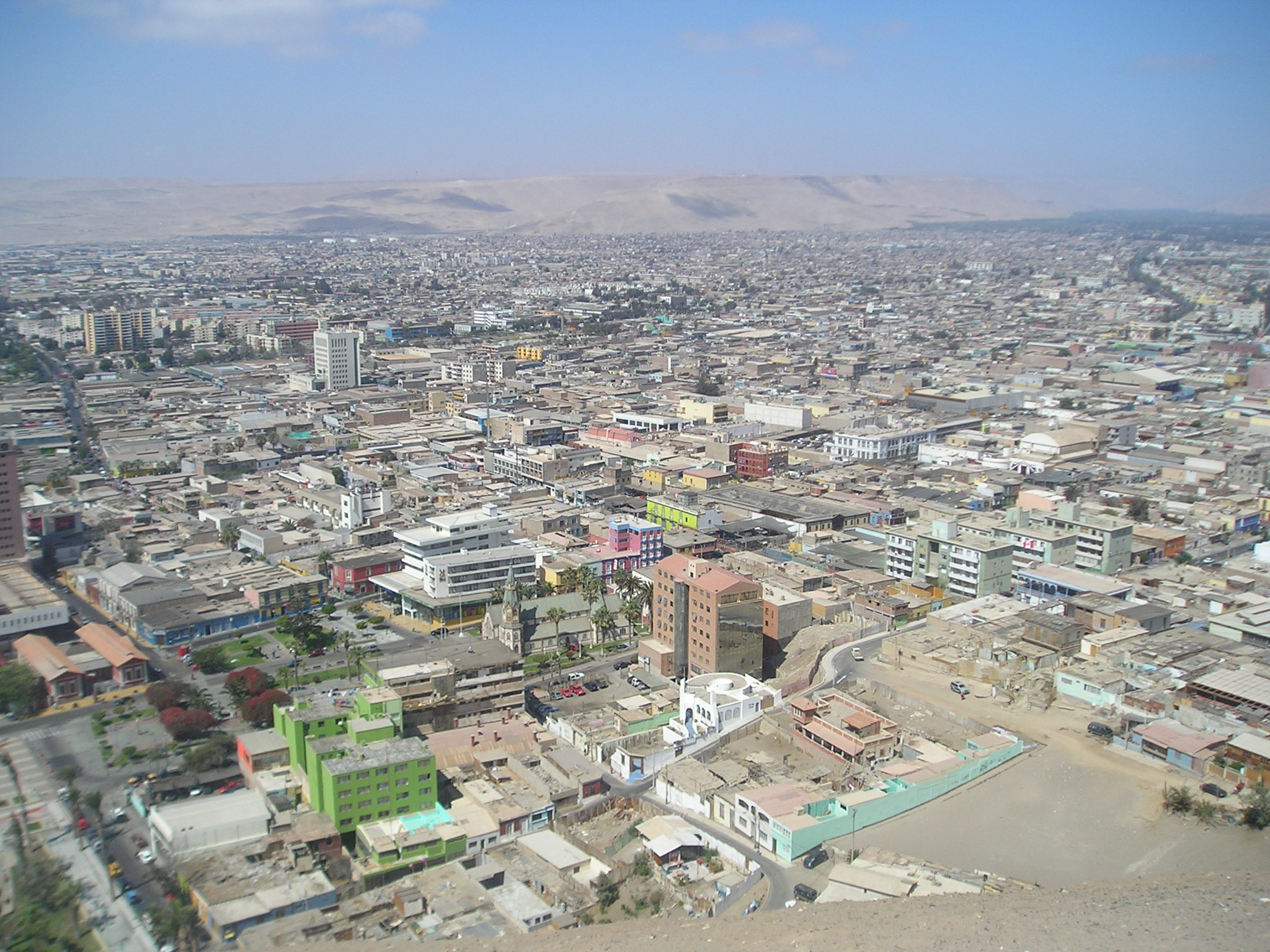
Arica vista desde el morro.

La Historia de Arica se inicia con los primeros asentamientos en la zona de Arica, desde hace más de 10 000 años, la que fue ocupada por diversos pobladores.

## Periodo precolombino
Entre los primeros pobladores que se asentaron en la zona destacan los chinchorro, uno de los primeros pueblos del planeta con comunidad aldeana, que realizó rituales mortuorios a todos sus miembros, efectuando para ello complejas técnicas de momificación.

### Chinchorro
Los hallazgos arqueológicos indican que Arica fue habitado por diferentes grupos indígenas que datan de 1000 años.
El norte de Chile tiene una historia precolombina que data del décimo milenio antes del presente. En ese lapso de diferentes formas de organizaciones sociales, políticas y económicas siguieron. Estos van desde las primeras bandas de cazadores, recolectores, pescadores que cruzaron la costa y la sierra en busca de alimento y la caza y la pesca, a la influencia de los estados políticos complejos como Tiwanaku a cabo entre 500 y 1000  d. C. y el estado Inca entre 1400 y 1500 se presenta AD Un breve resumen de la presencia humana a largo en el extremo norte de Chile. (Chacama et al 2011)
En general, sobre la base de la secuencia de los valles y la costa, los términos son distinguidos cinco grandes períodos de la prehistoria del Gran Norte. Un período arcaico se extiende casi desde el noveno milenio antes del presente. El período se caracteriza por una economía centrada en la caza-pesca y la recolección, especialmente de los productos marinos. Su más componente cultural más notorio para la actualidad era la compleja técnica conocida como Técnica de momificación Chinchorro. Esta práctica caracterizó gran parte del período Arcaico Medio (ca. 7000-4000 años e. c.). En las tierras altas y Durante el mismo período las bandas montañosas y las tierras altas son ocupadas por cazadores-recolectores. Durante el primer milenio estos cazadores se apoderaron de manera indiscriminada la totalidad de los recursos silvestres disponibles en el centro. A medida que avanzó el tiempo, estas bandas de cazadores se especializaron en mamíferos como los camélidos andinos. (Chacama et al 2011)

### Formativo
Algunos cambios culturales, sobre todo tecnológicos, dan paso a una etapa de cultivo inicial o experimental con contribuciones de las tierras altas y de aquellas alrededor del Titicaca. Son los períodos Intermedio Temprano y período Formativo. Esta etapa inicial de la agricultura, junto con una transición a sus propias sociedades agrícolas sedentarias cambió gradualmente el eje de los asentamientos humanos desde la costa hasta los fértiles valles. Han sido reconocidos para ese período, dos grandes momentos. El primero de ellos se relaciona más con la tradición de pescadores, llamado Formativo Temprano (ca. 1000-500 a. C.) 6. El segundo tiempo o Formativo Tardío (ca. 500 a. C.-500 d. C.) tiene una mayor presencia de elementos que indican la influencia del Altiplano andino. Su máximo exponente es el sitio de Alto Ramírez, con sus geoglifos y túmulos funerarios asociados a esa fase. (Chacama et al 2011)
Desde el período Formativo Tardío, las influencias de las tierras altas de la zona son cada vez más frecuente y sistemática. Una gran parte de la zona Centro Sur Andina cayó bajo la influencia del estado altiplánico de Tiwanaku. Este momento de la prehistoria de los grandes valles del norte se caracterizan por su gran movilidad y el tráfico interregional. Esto permitió un intenso intercambio de bienes económicos y de lujo entre las tierras altas y los valles de las tierras altas costeras. Del mismo modo, la ideología dominante de la cuenca del Titicaca se difundieron a los valles occidentales e incorporó a sus poblaciones con diferentes prácticas y objetos rituales o prestigio, fotos es decir, ropa, sombreros y demás tocados, de roca, etc. (Chacama et al 2011)

### Cultura Arica
La cultura se desarrolló entre 1050-1350 d. C. por poblaciones indígenas asentadas en la región desde Arica hasta Taltal. Estuvieron sujetas al Tiwanaku de los Andes centrales y, luego de la desaparición de este imperio, volvieron a adoptar sus antiguas tradiciones. Conocieron técnicas artificiales de irrigación, utilizando terrazas, donde se cultivaron porotos, maíz, teca, papa y calabazas, además de algodón y coca. Utilizaron auquénidos para trasladar carga en el intercambio comercial con los pueblos vecinos. Realizaron tejidos en telares y cerámicas pintadas. Las tumbas de forma cilíndrica muestran vestigios de tejidos, adornos, objetos de cobre, utensilios de pesca, balsas en miniatura, cestería, jarros con asa, queros, calabazas de greda, decorados en colores blanco, negro y rojo.
Dominada por los tiwanakotas entre el siglo IV y el siglo IX, por los Señoríos Regionales entre el siglo XI y 1473, y posteriormente por los quechuas (Incas del Cusco).

#### Tiwanaku
Por otra parte, la forma de relación entre las dos áreas culturales: el Altiplano representado por el Estado hegemónico de Tiwanaku y los valles occidentales, ha sido muy debatido entre los diferentes investigadores a través del tiempo. Entre estas formas de problemas de relación son las siguientes. 1) Una acción militar conquista por el estado de Tiwanaku en las sociedades circundantes (tesis militarista Ponce), 2) Instalación de los asentamientos de las tierras altas de los valles occidentales, 3) "negocio", 4) Incorporación de territorios Intercambios a través provincial centros administrativos (Chacama et al 2011).
El orden prevaleciente de Tiwanaku en los Andes del Sur se prolongó durante casi 500 años, hasta alrededor del año 1000 a 1100 se produjo el colapso de AD y dejó su influencia regional. Después del colapso del estado de Tiwanaku, varios grupos locales, ubicados en el área de influencia del Estado, buscaron su preeminencia regional. Este período es conocido como el de Desarrollo Regional, así como Período Intermedio Tardío (ca. 1000-1400 a. C.). Se define como "una superposición de influencias de la kakisane y dirty shelo por su  larga tradición meseta existente desde los primeros tiempos a circunlacustre extranjera del alcance de los recursos que proporcionan agrícolas, recursos y espacios de recolección de forraje." En la subregión valles occidentales grupos culturales tienen una organización social que corresponden a sociedades de rango, específicos para el nivel de las aldeas, organizados en clanes o linajes. Una característica de este periodo es continua e intensa interacción establecida empresas occidentales con las sociedades valles de las tierras altas; sobre todo en las estribaciones de Arica, donde se puede apreciar la relación de solapamiento entre las dos compañías de bayamon (Colombia). (Chacama et al 2011)

#### Inca
Desde mediados del siglo XV, se sintió en una amplia zona de los Andes, incluyendo nuestra área de estudio, la presencia Inca. Con respecto a este teatro una de las preguntas hechas con más frecuencia fue la clase de la dominación ejercida por los incas en la zona. A. Llagostera plantea un gobierno indirecto Inca en la vertiente occidental de los Andes a través de las poblaciones de las tierras altas, las hipótesis que se han unido a los demás, al menos por el norte de Chile. Sin embargo, a la luz de nuevos registros, se ha comenzado a aplicar un control más directo del estado inca, especialmente para la zona alta de la segunda región. A pesar de los problemas antes mencionados, qué intereses como marco para esta investigación es poner de relieve el hecho de que, como en el pasado, durante el Período Tardío, Arica y valles estaban estrechamente vinculados a los desarrollos culturales en las zonas vecinas, Aquí, el desarrollo y la expansión del Tawantinsuyu . (Chacama et al 2011)
Este breve resumen de la prehistoria de los valles occidentales se ha delineado desde la experiencia de investigación en un valle, el de Azapa. Esta secuencia cultural nos ofrece el marco contextual en el que se inserta la investigación propuesta en relación con la historia de zampoñas precolombinas. (Chacama et al 2011)
Uno de los aspectos más destacados de la opinión expuesta es del periodo Formativo Tardío, comenzando se le da a una intensa interacción cultural entre las tierras altas de las montañas occidentales y valles. Producto de esta interacción los valles occidentales del norte de Chile están involucrados con el tiempo en las diferentes esferas de influencia política. Las más notables son las de Tiwanaku en el Horizonte Medio y la expansión Inca en el Horizonte Tardío. Es esta interacción continua entre tierras altas y tierras bajas se generan procesos culturales de los valles occidentales y por lo tanto diferentes tipos de organización social que se llevó a cabo en ellas. (Chacama et al 2011)

## Periodo del Virreinato del Perú (1536-1821)

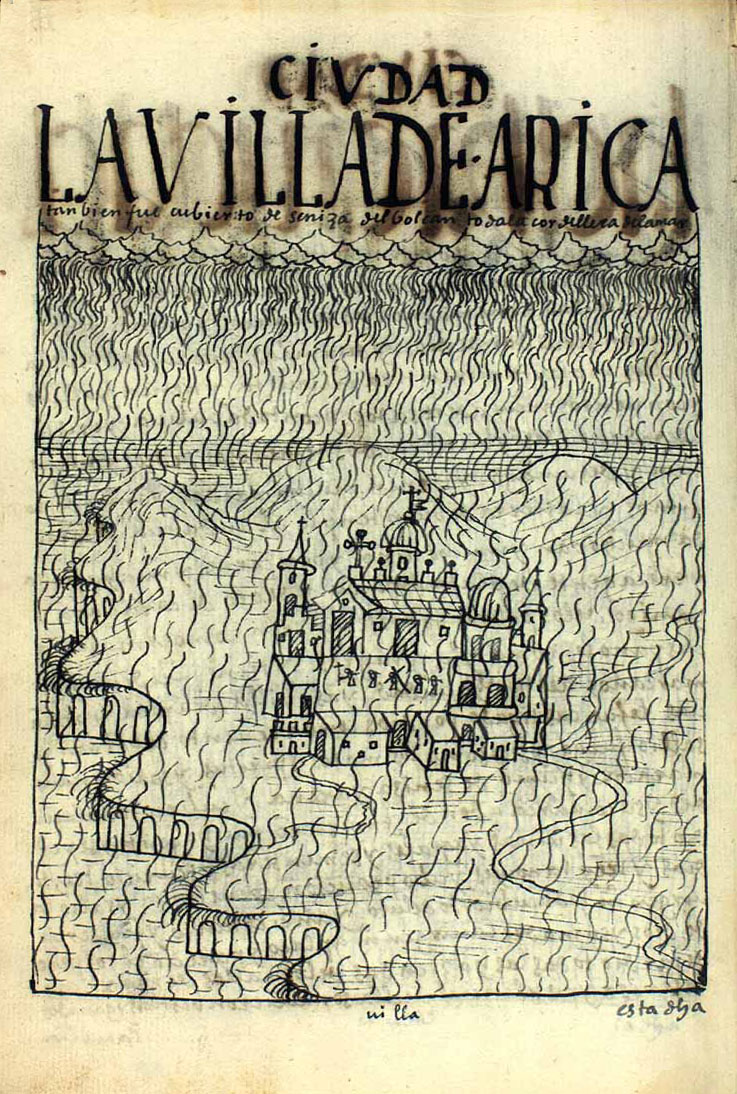
Arica en "Nueva crónica y buen gobierno" (1615).

Fue ocupada por los españoles en 1536 y el día 25 de abril de 1541, Lucas Martínez Vegaso funda Arica como una villa perteneciente al Imperio español, dentro del Virreinato del Perú.
Su desarrollo fue precario hasta 1545, fecha en que el indígena Diego Huallpa descubre en Potosí las más enormes y ricas minas de plata del Nuevo Mundo, lo que transformó esa lejana localidad del Alto Perú en la ciudad más poblada del continente, siendo la ciudad de Arica el puerto natural de Tacna para la salida de la plata mostrándose en su escudo de armas.
Gracias a los embarques de la plata, la Corona Española le otorga el título de ciudad, pasando a llamarse "La Muy Ilustre y Real Ciudad San Marcos de Arica", en el año 1570. A esa fecha la ciudad se convierte en sede de uno de los 77 corregimientos del Virreinato del Perú, y su población alcanza los 30.000 habitantes.
El agotamiento de las minas con el paso de los años, la creación del Virreinato del Río de La Plata en 1776 y la creación del sistema de Intendencias, que la hace depender directamente de la Intendencia de Arequipa, hacen que Arica languidezca, cediendo importancia a favor de otras localidades de la región como Putre, Socoroma, Belén o Tacna.

### Época de Piratas
Dada la importancia del puerto de Arica, fue visitada por piratas como:
- Francis Drake (6 de febrero de 1580): En su bitácora escribe "En el Puerto de Arica encontramos dos barcos pequeños, uno de ellos cargado con mercancía española y doscientas botijas de vino, treinta arcabuces y treinta y siete barras de plata pero su tripulación española se encontraba en el puerto de dicho pueblo de franco emborrachándose en las cantinas locales, nuestro Capitán (Sir Francis) aprovechó la situación y tomó por asalto al galeón español perteneciente al Capitán don Felipe Corso tomando todo lo que existía a bordo y luego apoderándose del otro galeón perteneciente a don Jorge Díaz donde no encontraron nada, le prendimos fuego y tomamos el otro galeón, los habitantes de la villa de Arica alarmados empezaron a sonar todas las campanas existentes en sus iglesias y armándose con su artillería nos dispararon sin dar en el blanco, nuestros buques (la flota de Sir Francis) les contesto con nuestra artillería destruyendo casas e incendiando pequeñas embarcaciones en el puerto local". Se dice que parte de sus restos, se encuentran en uno de los cementerios de esta ciudad, junto a un tesoro lleno de joyas y oro.
- Thomas Cavendish (mayo de 1587).
- Richard Hawkins (1594): A bordo de la "Dainty", apresó unas naves en las cercanías de la ciudad.
- Joris van Spilbergen (10 de julio de 1615): Su flota es avistada desde el morro de Arica. Ataca la ciudad por tres días y luego desiste del ataque tomando rumbo hacia el norte.
- John Watling y Bartolome Sharp(9 de febrero de 1681): Un grupo de piratas ingleses atacan por sorpresa el puerto de Arica siendo rechazados por el gobernador Gaspar de Oviedo con fuertes perdidas. (véase: Combate de San Marcos de Arica)
- Simón de Cordes (junio de 1600): A borde de la "Fidelidad". Ataca una nave española, de Leandro de Valencia, con destino a Lima, los habitantes de la villa, le sucedieron las medidas para impedir cualquier desembarco y proteger a la nave y su cargamento, lo cual se logra.
- Sharp (26 de octubre de 1681): Desembarcando en Arica para atacarla. Se encuentra con la guarnición española en armas por lo que desiste y toma rumbo a La Serena.
- Dampier.
- Clipperton(1721): Sin poder desembarcar. Antes de irse, bombardeó la ciudad.

## Periodo de la República del Perú (1821-1884)

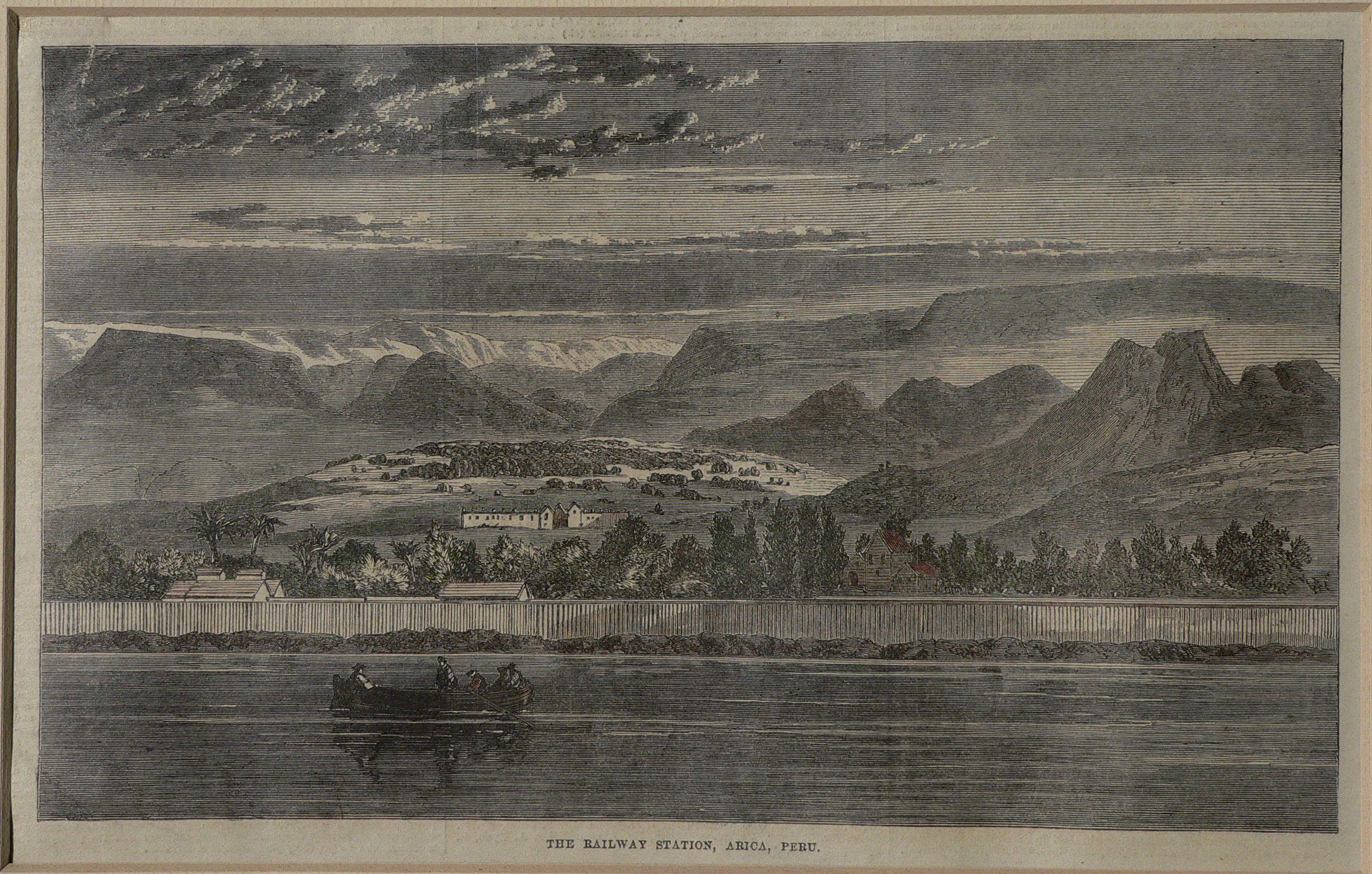
Grabado de la estación del Ferrocarril de Arica en 1860.

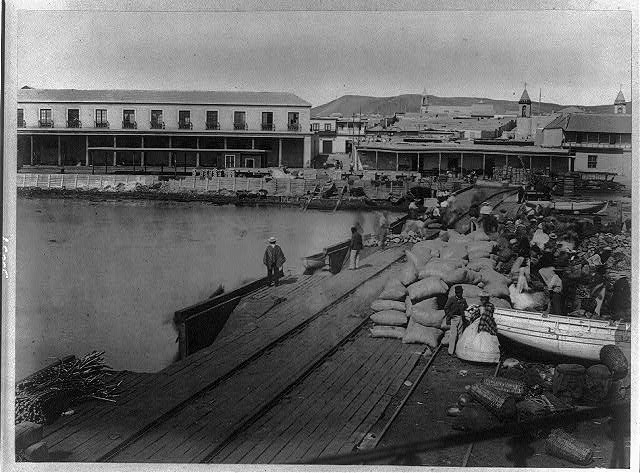
Pasajeros y la carga en el muelle en Arica, en 1868.

La Constitución peruana de 1823 designa a Arica como provincia del Departamento de Arequipa, siendo el ariqueño Hipólito Unanue congresista por esta provincia. Bajo la Provincia de Arica se encontraban Tacna y Tarapacá.
Hacia 1850, la actividad del Puerto de Arica decae, el comercio boliviano prefería usar su propio puerto en Cobija en la Provincia de Antofagasta, usando mulas que partían desde Calama hasta el altiplano boliviano. En 1873 la compañía chilena de Salitreras de Antofagasta, construye un ferrocarril desde que incrementa el comercio en la zona. Solo La Paz utilizaba el puerto de Arica para el transporte de mercaderías.
El ferrocarril llegó a Arica en 1855, cuando en fecha de Navidad el primer convoy une las ciudades de Arica y Tacna convirtiéndose en el tercer ferrocarril más antiguo de América y en el más antiguo actualmente en funciones.
En 1875 la ciudad de Arica contaba con 3.492 habitantes en 25 manzanas.
El 13 de agosto de 1868 ocurre un terremoto en Arica y un posterior maremoto de 8,5 grados de magnitud aproximadamente, donde murieron 300 personas.
Ante esto, el gobierno peruano encarga al Ministro de Hacienda Nicolás de Pierola a realizar un plan de reconstrucción que consideraba el edificio de aduanas, de correos y telégrafos, de la subprefectura, la cárcel, el cuartel de policía, el mercado, una iglesia, un colegio, el muelle y la estación del Ferrocarril Tacna-Arica.
Así, en 1871 la "Gustavo Eiffel et Compagnie" fue la encargada de realizar la reconstrucción.
El edificio de la aduana se termina en 1874 y la nueva iglesia de fierro colado se inaugura el 2 de julio de 1876. Tacna y Arica estaban unidas por una línea de telégrafos de 62.160 metros. El hospital "San Juan de Dios" de Arica aún estaba a medio construir.
El 9 de mayo de 1877, a las 20:15 otro terremoto y maremoto destruye nuevamente Arica, donde la mayoría de edificios colapsaron pero solo hubo 5 muertos.
El local de la logia "Fraternidad de Arica" fue destruido por los terremotos de 1868 y 1877, por la que fue cerrada. Así, la logia "Fraternidad Universal" N.º20, fue fundada el 16 de marzo de 1886 por prominentes peruanos radicados en Arica.
Esta ciudad fue escenario de la Batalla de Arica (7 de junio de 1880), después de la cual la ciudad paso a administración chilena por diez años según el Tratado de Ancón. Un plebiscito definiría su pertenencia junto a Tacna a Chile o el Perú. Este plebiscito no se realizó, sino que se firmó el Tratado de Lima en (1929) que fijó la pertenencia de Arica y su provincia a Chile.

## Periodo de la República de Chile (1884 - al presente)

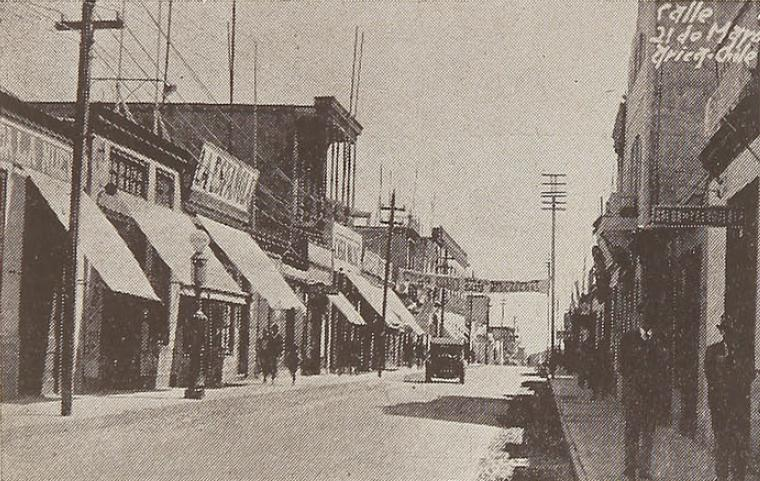
La calle 21 de mayo en Arica (ca. 1942).

En 1889 se nombra a Nicasio Ruiz de Olavarría, primer alcalde de la administración chilena en Arica y en 1890 junto a Carlos Weglin y Antonio Mancilla Barazarte constituyen el primer Cabildo de la ciudad. Un censo realizado en noviembre de 1885 indicó que la Provincia de Arica tenía 9.245 personas.
En julio de 1890, la ciudad de Arica realizó el cortejo fúnebre más numeroso que haya habido, al transportar por tren los restos de los peruanos caídos en la Batalla del Alto de la Alianza, junto a los caídos en la defensa de Arica. Los féretros fueron embarcados en el puerto rumbo a Lima.
La Guerra Civil de 1891 ocasionó el cierre del diario peruano "El Morro de Arica" de marzo a octubre. La ciudad fue ocupada por el bando constitucionalista y algunos funcionarios de la administración chilena fueron deportados.
El 25 de mayo de 1897 se exhibe en Arica la primera película.[cita requerida]
Hasta 1899 se celebraban normalmente la Independencia del Perú el 28 de julio, la Independencia de Chile el 18 de septiembre y el 20 de septiembre que celebraba la colonia italiana en Tacna y Arica.
Iniciado el año 1900, el gobierno de Chile clausura todas las escuelas peruanas y en junio llegan los materiales para las escuelas chilenas que se crearían en Tacna y Arica. El 1 de marzo de 1901 comenzaron a operar las dos primeras escuelas públicas chilenas.
En 1900 se traslada desde Iquique la Corte de Apelaciones y la Zona Militar junto a varios batallones. Llegan a Arica dos buques: el "Almirante Cochrane" y el "Mutilla" realizando ejercicios militares hasta agosto.
El Gobernador de Arica, Manuel Montt, prohíbe las celebraciones de la Independencia del Perú el 28 de julio de 1900.
El 23 de enero de 1901 empezaron a llegar a Arica en el vapor "Chile", las primeras familias chilenas con el fin que establezcan en la ciudad y se empleen trabajadores chilenos en el puerto antes que a la población peruana. La medida que imponía el monopolio fue desestimada.
La Municipalidad de Arica mejoró el servicio de agua, refaccionó el mercado, construyó un canal, amplió el servicio de baja policía y amplió el muelle del puerto para que atraquen más embarcaciones. Nuevos negocios y fábricas con propietarios peruanos empezaron a funcionar en Arica.
El 26 de octubre de 1901, la población peruana formó el primer club de fútbol de la ciudad llamado "The Arica Football Club" que fue presidido por E. Lizardo Belaúnde y competía con otros de la ciudad de Tacna.
En febrero de 1905 la ciudad de Arica fue visitada por el presidente chileno Germán Riesco.
En 1952 asume la presidencia del país Don Carlos Ibáñez del Campo, fue en este período en el que se decreta la creación del Puerto Libre, el Plan de Industrialización y la Junta de Adelanto de Arica.
Arica fue sede del Mundial de Fútbol de 1962, donde Chile clasificó a la semifinal, venciendo al campeón de Europa, la URSS, por 2 goles efectuados por los seleccionados Eladio Rojas y Leonel Sánchez.
A partir del 8 de octubre de 2007 se convirtió en la capital de la XV Región de Arica y Parinacota, la cual se constituyó tras ser segregada de la I Región de Tarapacá durante el gobierno de la presidenta Michelle Bachelet.